# C16H26N2O4
化学式C16H26N2O4（摩尔质量：310.39 g/mol）可以指：
- 塞他洛尔，CAS号：34919-98-7 ，盐酸盐CAS号：77590-95-5
- 帕马洛尔，CAS号：59110-35-9

|  | 这个同类索引页列出了具有相同分子式的化学物（即同分異構體）条目。 除非您是有意链接至本页，否则应将相应条目的内部链接指向正确的条目。 |